# 天台铁线莲
天台铁线莲（学名：Clematis patens sp. tientaiensis）为毛茛科铁线莲属下的一个亚种。

## 扩展阅读
- 維基物種上的相關：天台铁线莲